# Wohnanlage Seestraße
Die Wohnanlage Seestraße ist ein Ensemble aus zwei Wohnblocks vom Beginn der 1910er Jahre. Sie liegt in der Gemarkung Radebeul der sächsischen Stadt Radebeul in der Seestraße zwischen Dresdner Straße und An der Siedlung.

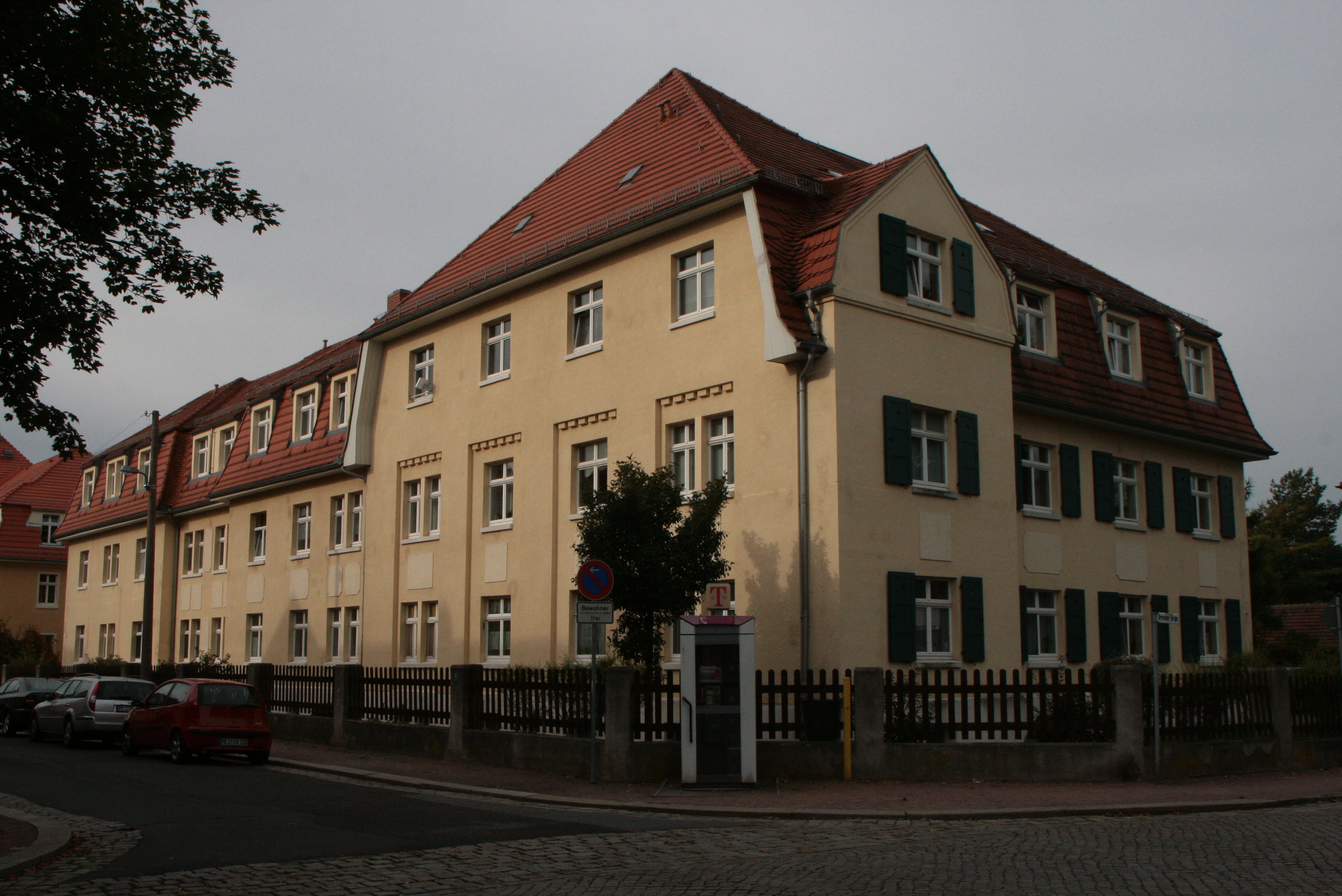

Die Mehrfamilienhäuser gelten als „markantes Beispiel der Wohnhausarchitektur der Zeit um 1910, [als jeweils] schlicht ausgeführte Gebäudegruppe im monumentalisierten Heimatstil, baugeschichtlich von Bedeutung“.

## Beschreibung
Die unter Denkmalschutz stehenden Mehrfamilienhäuser jeweils auf einem Eckgrundstück haben die Adressen Seestraße 21/23 und Dresdner Straße 91 sowie Seestraße 25/27/29 an der Ecke zur Straße An der Siedlung.
Der nördliche zweigeschossige Mehrfamilien-Wohnblock für seinerzeitige Kleinwohnungen steht auf einem L-förmigen Grundriss. Dieser wird von einem Kopfbau an der Dresdner Straße 91 gebildet, der durch einen größeren Flügelbau an der Seestraße ergänzt wird. Obenauf sitzt ein ausgebautes, ziegelgedecktes Mansarddach.
Der ansonsten schlichte Putzbau schmückt sich „mit differenzierter Struktur und zurückhaltender Ornamentierung durch Füllungen“, an den Fenstern waren ehemals Klappläden angebracht.
In der Ansicht an der Dresdner Straße tritt links ein einachsiger, dreigeschossiger Seitenrisalit so hervor, als wenn der Baukörper der Seestraße denjenigen an der Dresdner Straße durchdrungen hätte.

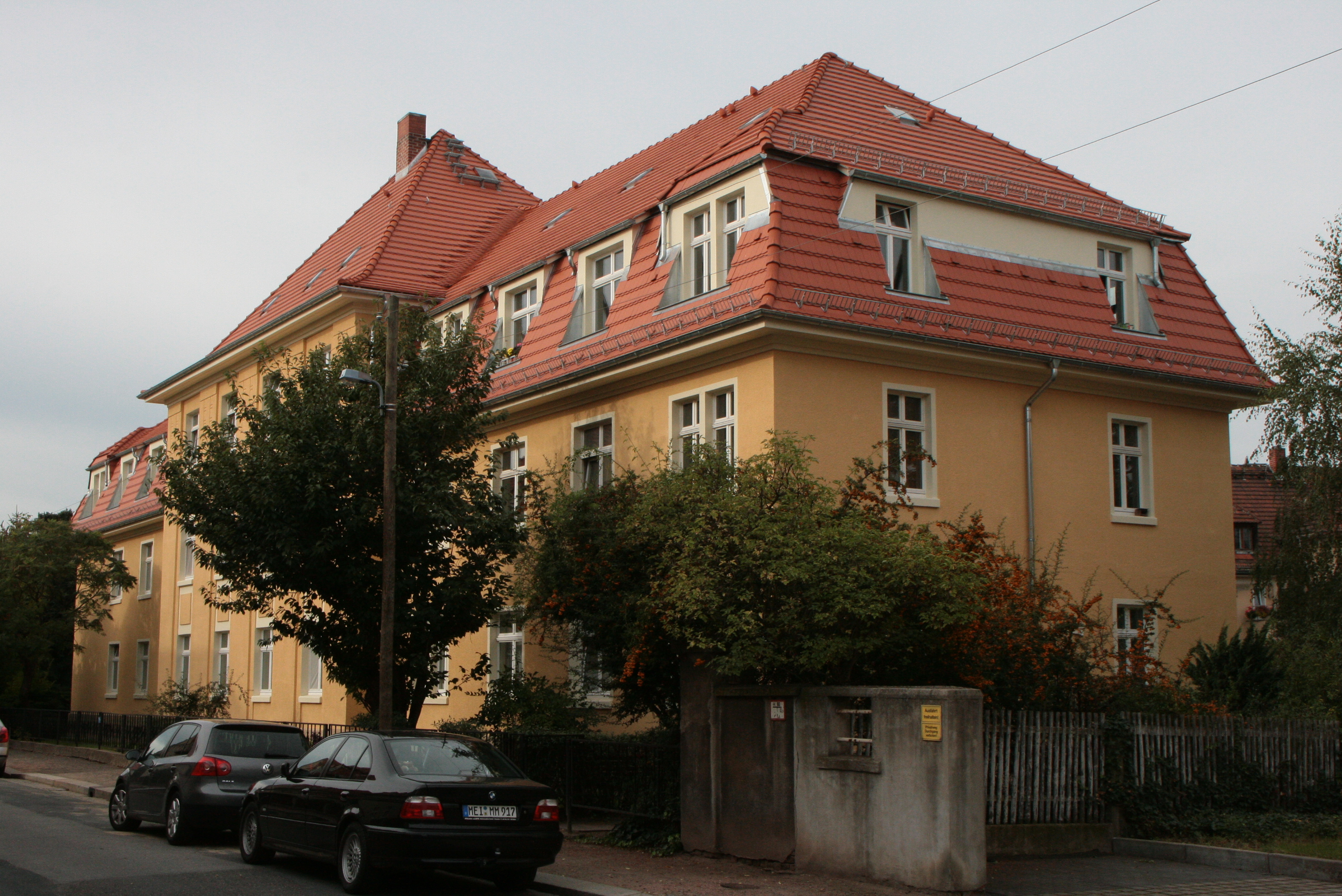

Der südliche Bau besteht aus einer zur Seestraße symmetrisch angelegten „barockisierende[n] Wohnhausgruppe“ auf einem L-förmigem Grundriss.
Der hervortretende Mittelbau der Hausgruppe und der südliche Kopfbau sind dreigeschossig mit einem Zelt- bzw. Walmdach. Der vierachsige, rechte Seitenflügel und der linke Zwischenflügel zum Kopfbau sind beide zweigeschossig mit jeweils ausgebautem Mansarddach. Der Putzbau zeigt kräftige Traufgesimse sowie eine Lisenengliederung an den dreigeschossigen Baukörpern.

## Geschichte

### Seestraße 21/23 und Dresdner Straße 91
Den Entwurf verfertigte F. Bruno Findeisen, der in Radebeul das Atelier für Architektur und Kunstgewerbe betrieb. Er hatte auch selbst die Bauleitung. Die Baugenehmigung erging im April 1912, die Baurevision erfolgte im Dezember desselben Jahres. Der Bau wurde von der Bauunternehmung von Johannes Eisold durchgeführt. „(Ähnlich gestaltet war die – heute stärker veränderte – Wohnhausgruppe Meißner Straße 50 / Schillerstraße 31, ebenfalls 1912 von Findeisen.)“

### Seestraße 25/27/29
Der Ortsbauinspektor Otto Faber entwarf 1911 für die Gemeinde Radebeul eine „Dreihäusergruppe mit 24 Kleinwohnungen“.
Im April 1911 beantragte Gemeindevorstand Robert Werner im Namen des Gemeinderats Radebeul bei der zuständigen Amtshauptmannschaft Dresden-Neustadt den Bau von Kleinwohnungen: „… und zwar 18 bestehend aus Vorraum, Stube, Kammer und Wohnküche und 6 bestehend aus Vorraum, Wohnküche und Kammer … Der Gemeinderat hat sich nur widerstrebend entschlossen, von Gemeindewegen an den Bau von Kleinwohnungshäusern heranzutreten, hat sich aber hierzu genötigt gesehen, weil er diesen Weg noch als den besten ansieht, den schon seit über Jahresfrist bestehenden und trotz einiger ausgeführter Neubauten immer fühlbarer gewordenen Mangel an Kleinwohnungen abzuhelfen. – In dem bereits zur Genehmigung eingereicht gewesenen II. Nachtrage zur Ortsbauordnung soll die Erbauung von Gruppenhäusern allgemein freigegeben werden. Auf die Erbauung von 6 nur aus 2 Räumen bestehenden Wohnungen wird deshalb zugekommen, weil es auch an ganz kleinen und entsprechend billigen Wohnungen sehr mangelt … diese Wohnungen sollen nur an aus je 2 Personen bestehenden Familien vermietet werden.“ Der Landesverein Sächsischer Heimatschutz wurde mit der Begutachtung beauftragt, wobei er die Dachgeschossausbildung bemängelte.
Im Juni 1911 erfolgte die Baugenehmigung und bereits am 26. September 1911 erging die Fertigstellungsmeldung. Die Behörden gestatteten die  Ingebrauchnahme der Häusergruppe im November 1911.